# سیارک ۴۴۲۱
سیارک ۴۴۲۱ (به انگلیسی: 4421 Kayor، نامگذاری:1942AC) چهار هزار و چهارصد و بیست و یکمین سیارک کشف شده‌است که در ۱۴ ژانویه ۱۹۴۲ و در هایدلبرگ کشف شد.
قدر مطلق سیارک برابر ۱۲٫۶۰ است.